# 拉斐尔·卡德纳斯
拉斐尔·卡德纳斯（西班牙語：Rafael Cadenas，1930年4月8日—），委内瑞拉诗人和散文家。
卡德纳斯在1946年出版了他的第一本诗集《Cantos iniciales》。在马科斯·佩雷斯·希门尼斯的军事政变后，他于1952年至1956年流亡到特立尼達島。之后侨居法国。2022年，他获得了西班牙語文學界的最高獎項米格爾·德·塞萬提斯獎。